# الكفاح من أجل سيفاستوبول
الكفاح من اجل سيفاستوبول أو المعركة من اجل سيفاستوبول أو القناصة (الروسية: Битва за Севастополь) هو فيلم حربي درامي من إنتاج روسي-اوكراني عام 2015 ، الفيلم يروي السيرة الذاتية للقناصة السوفيتية الشهيرة لودميلا بافيلتشينكو التي كانت طالبة جامعية وانضمت إلى الجيش الاحمر خلال الاجتياح الالماني للاتحاد السوفيتي لتصبح واحدة من أكثر القناصين فتكًا في الحرب العالمية الثانية برصيد 609 قتيل، اكتمل إنتاج الفيلم في الثاني من ابريل عام 2015 وبعد أسبوعين من إنتاجه عُرض في مهرجان بكين السينمائي، الفيلم من بطولة الممثلة الروسية يوليا بيريسيلد التي مثلت دور لودميلا بافيلتشينكو وحازت على جائزة أفضل ممثلة في مهرجان كان السينمائي.

## القصة
بعد الاجتياح الالماني للاتحاد السوفيتي، تصبح الطالبة الجامعية لودميلا بافيلتشينكو مقاتلة في فرقة السلاح 25، تحارب في معركة سيفاستوبول وبعد اقتناص 309 الماني، يتم ارسالها إلى الولايات المتحدة في حملة لدعم الاتحاد السوفيتي وهناك تلتقي بزوجة الرئيس الأمريكي روزفلت وتصبح صديقة مقربة لها، كما يتحدث الفيلم عن عمليات القنص التي كانت تقوم بها لودميلا بافيلتشينكو ويصورالصعوبات النفسية التي تواجهها في الحرب باسلوب وحبكة درامية محزنة متمثلة بفقدان زملائها في الحرب واحد تلو الآخر.

## الإنتاج
تم البدء بإنتاج الفيلم عام 2012 عندما انتهى المخرج من فحص وتدقيق الوثائق المتعلقة بحياة لودميلا، ورغم الصعوبات التي واجهها الإنتاج بسبب الازمة السياسية بين اوكرانيا وروسيا لكن الإنتاج انتهى بنجاح عام 2015 وتم عرض الفيلم باللغتين الروسية والاوكرانية

## طالع ايضاً
- لودميلا بافيلتشينكو
- معركة سيفاستوبول

## وصلات خارجية
- الكفاح من اجل سيفاستوبول على موقع IMDb (الإنجليزية)
- الكفاح من اجل سيفاستوبول على موقع روتن توميتوز (الإنجليزية)
- الكفاح من اجل سيفاستوبول على موقع ألو سيني (الفرنسية)
- الكفاح من اجل سيفاستوبول على موقع فيلمافينيتي (الإسبانية)
- الكفاح من اجل سيفاستوبول على موقع قاعدة بيانات الفيلم (الإنجليزية)
- الكفاح من اجل سيفاستوبول على موقع ليتربوكسد (الإنجليزية)
- الكفاح من اجل سيفاستوبول على موقع كينوبويسك (الروسية)

- الشريط الدعائي للفيلم